# Pumpkin Hollow Bridge
Le Pumpkin Hollow Bridge est un pont en arc américain dans le comté de Tulare, en Californie. Ce pont routier construit en 1922 permet le franchissement de la Kaweah par la California State Route 198.